# تولو، سیمبیلی
تولو (به لاتین: Tülü) یک منطقهٔ مسکونی در ترکیه است که در سایمبیلی واقع شده‌است.